# Campylopterus phainopeplus
El colibrí de Santa Marta, ala de sable serrano, ala de sable de Santa Marta o ala de sable de cola azul  (Campylopterus phainopeplus) es una especie de ave apodiforme de la familia Trochilidae —los colibríes— perteneciente al género  Campylopterus. Es endémica de la Sierra Nevada de Santa Marta, en Colombia y se encuentra críticamente amenazada de extinción.

## Distribución y hábitat
Se encuentra únicamente en las laderas noreste y sur de la sierra de Santa Marta, en el norte de Colombia. Esta especie antes era bastante común en su restringido hábitat: los bordes de bosque húmedo, plantaciones, especialmente viejas bananeras, a veces en páramos arbustivos hasta la línea de nieve, entre 1200 y 4800 m de altitud. Forrajea en estratos inferiores. Realiza movimientos altitudinales estacionales en cotas más bajas (1200 a 1800 m) durante la estación seca entre febrero y mayo; y más altas, ascendiendo al páramo 4800 m s. n. m., durante la estación húmeda entre junio y octubre.

## Descripción
Alcanza una longitud promedio de 13 cm. El pico de 2,5 cm de largo es ligeramente curvado. El macho es predominantemente verde: frente verde; la parte trasera de la corona y el dorso son de color verde brillante. La garganta y el pecho son de color azul iridiscente. La cola es azul y negra. En la hembra, la parte inferior es de color gris con los flancos y en las coberteras de la cola verdes; la cola tiene un color verde grisáceo con algunas manchas; y la corona y las mejillas son un poco más apagadas que en el macho.

## Alimentación
Toma el néctar de las flores. En la estación seca sale hasta las plantaciones del borde del bosque, para buscar las flores del banano.

## Estado de conservación
El colibrí de Santa Marta ha sido calificado como «críticamente amenazado de extinción» por la Unión Internacional para la Conservación de la Naturaleza (IUCN) debido a su restringida zona de distribución y su población muy reducida, estimada en no más que 50 individuos maduros. Agravado porque la mayor parte de su área de distribución no puede visitarse con seguridad, por lo que se carece de datos sobre su historia natural.

## Sistemática

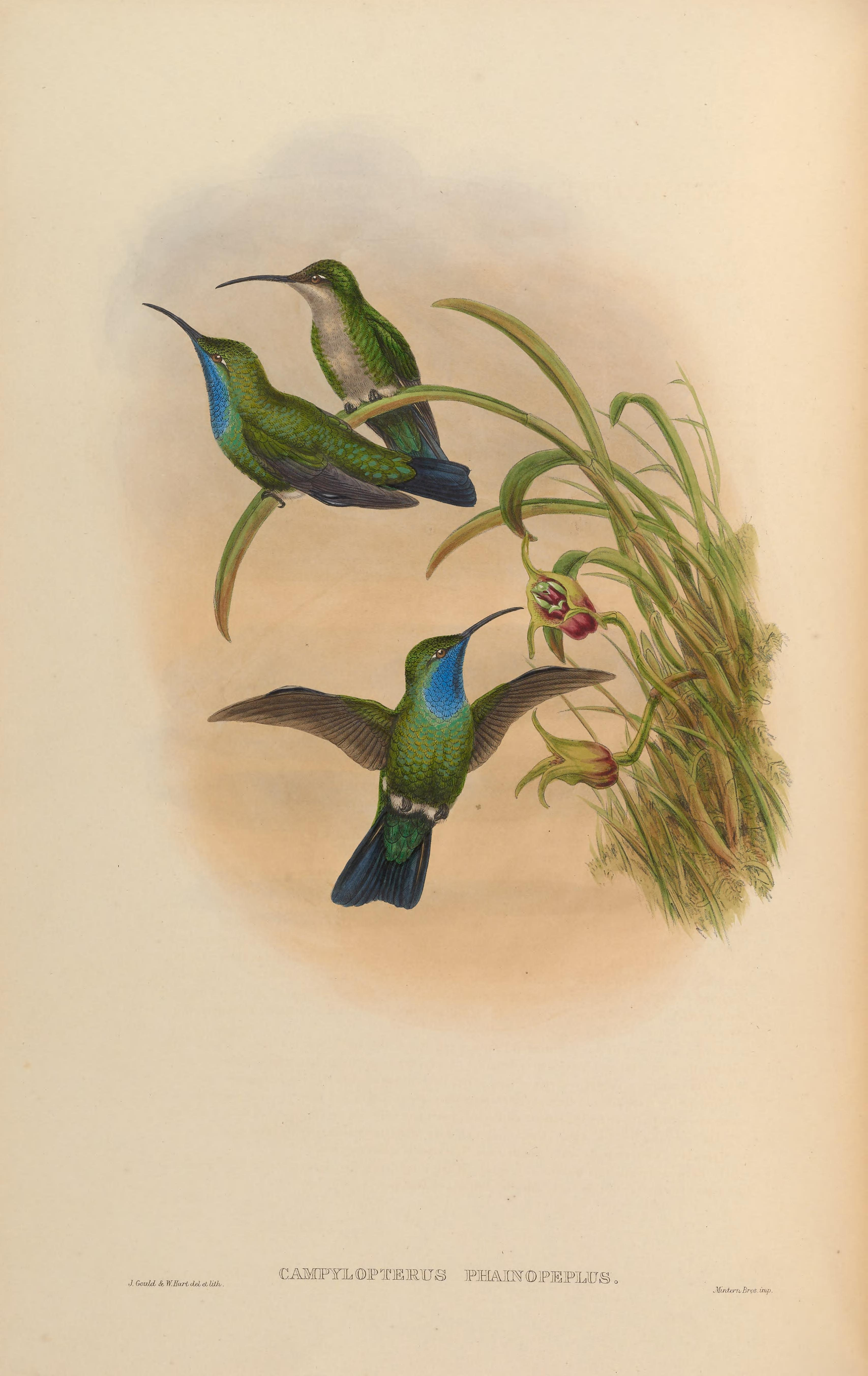
Campylopterus phainopeplus, ilustración de Gould y Hart en A monograph of the Trochilidae, or family of humming-birds Supplement, 1880.

### Descripción original
La especie C. phainopeplus fue descrita por primera vez por los zoólogos británicos Osbert Salvin  y Frederick DuCane Godman en 1879 bajo el mismo nombre científico; su localidad tipo es: «Sierra Nevada de Santa Marta, Colombia, holotipo de San José».

### Etimología
El nombre genérico masculino «Campylopterus» se compone de las palabras del griego «kampulos» que significa ‘curvado, curvo’ y «pteros» que significa ‘de alas’; y el nombre de la especie «phainopeplus» se compone de las palabras del griego «phaeinos» que significa ‘brillante’ y «peplos» que significa ‘capa’.

### Taxonomía
Es monotípica.